# Campeonato Panamericano de Atletismo Sub-20 de 2017
El Campeonato Panamericano de Atletismo Sub-20 tuvo lugar en la ciudad de Trujillo (Perú) entre el 21 y 23 de julio de 2017.
El lugar donde los atletas compitieron fue el Estadio Chan Chan, un estadio moderno de talla mundial. Este campeonato albergó a las delegaciones de más de 40 países y fue la primera vez que un campeonato de esta magnitud se dio en Trujillo.
De ese modo, Trujillo cuenta con adecuadas instalaciones deportivas, alojamientos y todas las facilidades para los deportistas, y con todas las condiciones como una pista atlética de talla mundial en el remozado estadio Chan Chan, hoteles de tres estrellas a más, actividades comerciales, y la seguridad que está garantizada por los agentes de serenazgo y policía nacional.
El presidente de la Asociación Panamericana de Atletismo (APA), Víctor López, resaltó el trabajo que viene realizando la Municipalidad Provincial de Trujillo para garantizar el correcto desarrollo de esta fiesta deportiva.
“Queremos felicitar a la ciudad de Trujillo y a su alcalde por el compromiso de con el deporte. Los gobiernos que le apuestan al deporte son gobiernos ganadores, porque significa atender a la juventud para su desarrollo, no solo como actividad física sino también intelectual.”, manifestó el presidente de la APA.
El Campeonato Panamericano Sub-20, se desarrollará los días 21, 22, y 23 de julio de 2017 y tendrá como escenario principal al estadio Chan Chan, que albergará atletas de las distintas disciplinas de atletismo, de 41 países del continente americano.

## Resultados

### Masculino
| Evento                  | Oro                                            | Plata                                         | Bronce                                    |
| ----------------------- | ---------------------------------------------- | --------------------------------------------- | ----------------------------------------- |
| 5000 m                  | Carlos Hernández Samaca Colombia · 14:53.93 2. | Thomas Fafard Canadá · 14.55.35               | Yuri Labra Phuturi Perú · 14:57.11        |
| 200 m                   | Christopher Taylor Jamaica 20.38 2.            | Tyrese Cooper Estados Unidos 20.59            | Derick De Souza Silva Brasil · 20.77      |
| 100 m valla             | Eric Edwards Estados Unidos 13.33              | Asatasios Eliopoulus Canadá · 13.36           | Joseph Anderson Estados Unidos 13.43      |
| 10 000 m marcha         | Alexander Hurtado Espinos Ecuador · 40:37.64   | Andrés Olivas Nuñez México · 40:45.31         | Jhonathan Amores Carua Ecuador · 42:03.53 |
| Lanzamiento de Martillo | Joshua Hernadez Estados Unidos 72.55m          | Miguel Zamora Hernadez Cuba · 72.03 m         | Alecar chagas Pereira Brasil · 67.14      |
| 400 m plano             | Jamal Walton Islas Caimán 44.99                | Josephus lyles Estados Unidos 45.3            | Zachary Shinnick Estados Unidos 45.98     |
| Lanzamiento disco       | Caludio Romero Chile · 62.09m                  | Turner Washington Estados Unidos 61.30m       | Kevin Nedrick Jamaica 58.86               |
| Salto largo             | Ja Mari Ward Estados Unidos 7.77               | Gabriel Dos Santos Oliveira Brasil · 7.73 bra | Holland Martin Bahamas 7.66               |
| 100 m                   | Tarrick Brock Estados Unidos 10.45             | Paulo Camilo De Oliveira Brasil · 10.46       | Felipe Bardi Dos Santos Brasil · 10.47    |
| 800 m                   | Ryan Sánchez Estrada Puerto Rico 1:46.41       | Marco Arop Canadá · 1:47.08                   | Italo Barbosa Araujo Brasil · 1:49.87     |
| Lanzamiento jabalina    | Pedro Nunes Rodrigues Brasil · 74.58           | Ronny Cedeno Aponte Cuba · 70.69              | Angel Alemán Salazar México · 67.25       |
| 3000 m obstáculos       | Jean Desgagnes Canadá · 8:56.57                | Nathan Mylenek Estados Unidos 9:00.70         | Edwar Condori Quispe Perú · 9:03.22       |
| 10000m                  | Steven Cross Estados Unidos 32:09.66           | Aidan Reed Estados Unidos 32:10.15            | Yuri Labra Phuturi Perú · 32:13.33        |
| Relevos 4 × 100 m       | Estados Unidos 39.33                           | Jamaica 39.79                                 | Trinidad y Tobago 39.90                   |
| Impulsión de bala       | Jordan Geist Estados Unidos 22.02              | Kevin Nedrick Jamaica 20.34                   | Adrian Piperi Estados Unidos 20.26        |
| Salto de altura         | Roberto Vilches Ruisanchez México · 2.21       | Jermaine Francis San Cristóbal y Nieves 2.19  | Justice Summerset Estados Unidos 2.19     |
| Triple salto            | Arturo Rodríguez Pérez Cuba · 15.93            | Joel Méndez Padilla Ecuador · 15.52           | Isaiah Griffith Estados Unidos 15.5       |
| 1500 m                  | Eric Van Der Els Estados Unidos 3:43.16        | Kyle Madden Canadá · 3:44.19                  | Cooper Yeare Estados Unidos 3:46.46       |
| 400 m                   | Quincy Hall Estados Unidos 49.02               | Fernando Vega Felix México · 49.96            | Cory Poole Estados Unidos 50.14           |
| Relevos 4 × 400 m       | Estados Unidos 3:00.33                         | Jamaica 3:03.77                               | Ecuador · 3:17.14                         |
| Salto con perdiga       | Tate Curran Estados Unidos 5.20                | Natan Rivera Guatemala · 5.10                 | Josué Gutiérrez Perú · 5.00               |

### Femenino
| Evento                     | Oro                               | Plata                           | Bronce                          |
| -------------------------- | --------------------------------- | ------------------------------- | ------------------------------- |
| Lanzamiento de jabalina    | Yuleixi Angulo Bonilla 52.30      | Fabielle Alves Ferreira 51.15   | Katelyn Gochenour 50.56         |
| 100 m vallas               | Tia Jones 13.01                   | Tara Davis 13.05                | Maribel Caicedo Vernaza 13.41   |
| Impulsión de bala femenino | Alyssa Wilson 17.70m              | María Orozco Castro 16.57m      | Samantha Noening 15.66          |
| Salto con perdiga femenino | Rachel Baxter 4.41m               | Caarson Dingler 4.20            | Rachel Hyink 4.00m              |
| 400 m planos               | Roxana Gómez Calderón 51.46       | Jaevin Reed 51.71               | Kyra Constantine 52.63          |
| Salto largo                | Tara Devis 6.51                   | Tissanna Hickling 6.36          | Tyra Gittens 6.22               |
| 3000 m                     | Taylor Werner 9:16.12             | Taryn Oneill 9:22.05            | Sevanne Ghazarian 9:23.73       |
| 100 m                      | Khalifa Fort 11.32                | Smith 11.55                     | Symone Mason 11.62              |
| Lanzamiento de disco       | Laulagua Collins 59.29            | Alma Pollorena 53.68            | Gabrielle Rains 53.06           |
| Triple salto               | Davisleidis Velazco Lavasti 13.59 | Jaime Robinson 13.32            | Jasmine Moore 13.25             |
| 800 m                      | Victoria Tachinski 2:04.22        | Jazz Shukla 2:04.52             | Caitlin Collier 2:05.26         |
| Salto de altura            | María Murillo duarte 1.85m        | Jelene Rowe 1.82m               | Mikella Oatis 1.82              |
| 5000 m                     | Laura Dickinson 16:29.50          | María Ruiz Acuña 16:41.01       | Samantha Drop 16.44.01          |
| 200 m                      | Ashlan Best 23.27                 | Symone Mason 23.42              | Gabriele Cunningham 23.6        |
| Relevos 4 × 100 m          | Estados Unidos 44.07              | Jamaica 44.92                   | Canadá · 45.14                  |
| Lanzamiento de martillo    | Camryn Rogers 63.42m              | Ayamey Medina Roca 62.18m       | Mariana García 58.90m           |
| 10000 m marcha             | Alegna González Muñoz 44:43.89    | María Montoya Marin 45:59.92    | Evelyn Inga Huaynalaya 47:18.71 |
| 1500 m                     | Lucía Stafford 4:21.70            | Laura Parkinson 4:25.03         | Michelle Magnani 4:25.65        |
| 400 m                      | Brandee Johnson 56.65             | Xahria Santiago 57.01           | Masai Rusell 57.55              |
| 3000 m obstáculos          | Sarah Edwards 10:10.68            | Alondra Negron Texidor 10:13.73 | Alexandra Harris 10:14.76       |
| Relevos 4 x 400 m          | Estados Unidos 3:28.57            | Canadá · 3:33.19                | Ecuador · 3.46.57               |